# 湯木貞一
湯木 貞一（ゆき ていいち、1901年〈明治34年〉5月26日 - 1997年〈平成9年〉4月7日）は、日本料理の名料亭「吉兆」の創業者。日本文化に対する高い見識を料理に取り入れ、日本料理界の地位向上に貢献し、料理業者として史上初めて文化功労者となった。

## 略歴
1901年、神戸市花隈（現・中央区花隈）の鰻料亭「中現長」（現存せず）の跡取り息子として誕生。湯木家は元広島藩士。明治維新で祖父が武士を廃業しかき船を始めて関西に移住。父がかき船を嫌って始めた料亭の跡を16歳で嗣ぎ、父の下で板前の修行を始める。24歳の時、松平不昧著『茶会記』を読み、茶道に目覚め、茶懐石を料理に取り入れ、料理の品格を高めたいという志を立てる。しかし、貞一の目指す料理と実家の料理とは路線に異なりがあったことなどから次第に確執が深まり、30歳の時に家出同然で独立、大阪市新町（現・西区新町）にカウンターのみの割烹料理屋「御鯛茶処 吉兆」を開いた。これが吉兆の始まりである。ただ、開店当日、客は0人だったという今では信じられない逸話が残っている。その後、クチコミで評判が広まり、固定客もついて経営は安定する。
36歳で念願だった茶道を本格的に習い始める。これが縁となって財界の重鎮であり茶人でもあった小林一三、松永安左エ門、畠山一清らと知己となり、ますます日本料理の地位向上と茶道に傾倒していくようになる。このころから茶道具の収集も始めるようになるが、その集め方は思いきったもので、以前から探していたある道具が法外な値段で売りに出ていたときには、自分のコレクショントラック一台分と物々交換して購入したこともあったという。
戦後は自分の子供達（長男と長女～四女の5人）を分家させるような形式を取り、「吉兆」の全国展開を進める。一方で料理に対する執念は衰えず、辻静雄と共にヨーロッパのレストラン見学を計画、関西電力会長の芦原義重に「万が一飛行機が墜落したら、日本最高の至宝が消滅してしまう」と引き留められるということもあった（この頃の飛行機の事故率は非常に高かったため）。しかし、結局ヨーロッパ周遊を決行し、その当時トップクラスといわれたタイユヴァンやトゥール・ダルジャンなどを見学している。
1981年（昭和56年）、長年の日本料理の向上への貢献が評価され紫綬褒章受章、1988年（昭和63年）、文化功労者となる。料理界からの受賞は史上初であった。同年、旧平野店があった場所に自らのコレクションを公開する「湯木美術館」を設立。
松花堂弁当の発明者としても有名である。
晩年になっても健啖家ぶりは衰えず、88歳の時に出演した「料理天国」では「フランス料理のフルコースが好き」と公言していた。
1997年、死去。95歳没 。

## 家族
- 妻 - 従妹・きく[3]
- 長女 - 湯木照子
  - 孫 - 湯木俊治、湯木義夫
- 長男 - 湯木敏夫
  - 孫 - 湯木潤治、湯木康之
- 次女 - 徳岡準子
  - 孫 - 徳岡邦夫 - 準子とも亡きの前夫・上延多万喜の長男。京都吉兆三代目総料理長。[4]
  - 孫娘 - 杉井延子
- 三女 - 湯木佐知子
  - 孫 - 湯木喜久郎、湯木尚二
- 四女 - 湯木義子
  - 孫娘 - 湯木晴子、奥野八重子

## 著書
- 『吉兆味ばなし　1～4巻』　暮しの手帖社、ISBN 476600034X、ISBN 4766000293、ISBN 4766000307、ISBN 4766000439
- 『吉兆　料理花伝』　辻静雄共著、新潮社、1983年、ISBN 4103480017
- 『卒寿白吉兆』　主婦の友社、1991年、ISBN 4079350449－2冊は大著で写真は入江泰吉。

### 伝記
- 末廣幸代『吉兆　湯木貞一　料理の道』（吉川弘文館〈歴史文化ライブラリー〉、2010年）
　ISBN 4642057102。著者は湯木美術館の元主任学芸員。
  - オンデマンド版 2021年 ISBN　	9784642757102
- 徳岡邦夫『料亭「吉兆」を一代で築き、茶の湯と日本料理に命を懸けた祖父・湯木貞一の背中を見て、孫の徳岡邦夫は何を学んだのか』（淡交社、2013年）
　ISBN　978-4-473-03896-8。著者は湯木貞一の孫。京都吉兆 三代目総料理長。著書多数

## 参考書籍
- 「数寄・日本の心とかたち」（『淡交別冊　愛蔵版』No.23）